# Paul Tobias
Paul Tobias znany także jako Paul Huge (ur. 1963 w Indianapolis) – gitarzysta zespołu Guns N’ Roses.
Paul Huge jest przyjacielem Axl’a z dzieciństwa. Współtworzył takie piosenki jak „Back Off Bitch”, „Shadow Of Your Love” czy „Oh My God”. Grał jako drugi gitarzysta w piosence „Sympathy For The Devil”. Oficjalnie dołączył do Guns N’ Roses w 1994 roku. Slash twierdzi, że to właśnie poprzez dołączenie do zespołu Paula zdecydował się na odejście. Axl wprowadził go nie mówiąc o tym nikomu.
Grał w Guns N’ Roses od 1994 do 2002, a na jego miejsce przyjęty został Richard Fortus.